# Nhữ Hán
Nhữ Hán là một xã thuộc huyện Yên Sơn, tỉnh Tuyên Quang, Việt Nam.
Xã có diện tích 21,52 km², dân số năm 1999 là 4.177 người, mật độ dân số đạt 194 người/km².